# Монгольське вторгнення на Яву
Монгольське вторгнення на Яву — каральний похід імперії Юань проти держави Сінгасарі.

## Історичне джерело
«У 1289 році посол Хубілая Мен Ці прибув на Яву і зажадав від Кертанагари — правителя держави Сінгасарі — покірності. У відповідь на цю вимогу Кертанагара наказав випалити послу обличчя. Цей інцидент дав привід Хубілаю почати підготовку до військового походу на Яву. Він анказав монголу Шибі, китайцеві Гао Сіну і уйгуру Ікемусі зібрати війська і припаси в провінціях Фуцзянь, Цзянсі і Хугуан (сучасні Хунань і Хубей). Шибі було довірено верховне керівництво, Гао був призначений начальником сухопутних військ, а Ікемусі повинен був керувати флотом. Кертанагара, сповіщений про загрозу, що наближалася, припускав, що монголи будуть рухатися через Чампу і Малаккський півострів, і направив туди значні сили. Він не очікував, що монголи зберуть великий флот і відправляться прямо на Яву».

## Висадка на Яві і розгром держави Кедірі
«Наприкінці 1292 року двадцятитисячна армія вийшла в море з Цюаньчжоу на 100 кораблях. Вона везла з собою річний запас зерна і 40 тисяч лянів срібла для придбання додаткових запасів. На початку 1293 року війська Гао Сіна висадилися на Яві; кораблі Ікемусі залишилися біля берега. Оскільки основна частина армії Кертанагари перебувала далеко від Яви, він опинився у вкрай небезпечному становищі, давши можливість підняти голову не смиренним і нескореним яванцям. Один з їхніх вождів — Джайякатванг, глава непокірної держави Кедірі — розгромив його війська і вбив його самого. Держава Кертанагарі перейшла до його зятя, принца Віджайя. Поставивши собі за мету помститися за вбивство свого тестя, Віджайя запропонував виявити покірність монголам в обмін на допомогу в боротьбі з зухвалими бунтівниками. Його підлеглі забезпечили юанські війська важливими відомостями про порти, річки та топографію Кедири, а також докладною картою провінції. Монголи прийняли пропозицію і погодилися вступити у війну з Джайяткавангом. Китайсько-монгольський флот попрямував до Кедири і по дорозі розгромив вислані проти нього морські сили. Гао Сін висадився в Кедирі, і за тиждень монголи зломили їх опір.»

## Зрада Віджайя і відхід монголів
«Віджайя попросив, щоб йому виділили 200 беззбройних монгольських солдатів як ескорт, щоб він міг вирушити до міста Маджапагіт, де збирався офіційно проголосити присягу на вірність представникам великого хана. Начальники монголів погодилися виконати це прохання, не запідозривши небезпеки. По дорозі в Маджапахіт загони принца заманили китайсько-монгольський ескорт у засідку і стали потай оточувати основні сили монголів. Вони діяли настільки успішно, що Шибі ледь врятував своє життя. Йому довелося пройти довгий шлях, щоб дістатися до своїх кораблів; при відступі він втратив 3000 осіб. Коли всі начальники експедиції зібралися, щоб вирішити, що робити далі, то вони не змогли прийти до єдиної думки. У підсумку, розійшовшись у поглядах, вони відвели свій флот і рушили назад до берегів Китаю.»